# Musée de Flandre
Le Musée départemental de Flandre situé à Cassel dans le Nord a rouvert ses portes le 23 octobre 2010, après treize années de fermeture. D'importants travaux de restauration ont permis de redonner une nouvelle jeunesse à l'Hôtel de la Noble Cour qui abrite le musée depuis 1964. Siège de la l'ancienne châtellenie de Cassel et doté d'une cour, ce bâtiment qui domine la place frappe par sa façade conjuguant architecture flamande et éléments de vocabulaire de la Renaissance italienne. Les collections très hétéroclites, composées d'environ 6000 pièces, permettent de donner à voir sur la diversité de la culture flamande. Le parcours a donc été pensé non pas de manière chronologique ou thématique, mais sous la forme de diptyques (Soumission et colère, Entre Terre et Ciel, Mesure et Démesure, Ostentation et Dérision) qui favorisent le dialogue entre les domaines artistiques (peinture, sculpture, gravure, objets...). Cette approche culturelle permet aussi décloisonner les points de vue et d'intégrer dans le parcours permanent l'art contemporain.

## Histoire
Le musée est créé le 1er juillet 1837, date à laquelle Charles Vanoverschelde (né à Halluin en 1771 et demeurant à Cassel) cède son cabinet d'histoire naturelle pour la somme de 3 500 francs à une fondation privée. L'ensemble de cette première collection est installé dans l'ancien Hôtel de Ville, qui est mis à disposition de la fondation à titre gracieux par la municipalité . En 1889, le musée devient municipal. Plusieurs donation d'objets ethnographiques et d'art affluent et modifient l'orientation première de la collection composée initialement essentiellement de pièces minéralogiques et paléontologiques.
En 1914, le maréchal Foch installe son quartier général à Cassel dans l'Hôtel de la Noble Cour. À la fin de la guerre, le maréchal envoie à ses anciens logeurs, les Deschodt son képi de général qui est donné par la suite au musée. Son uniforme rejoint en 1938 dans les collections du musée à la suite d'un don effectué par Madame la Maréchal. Se pose alors la question du devenir du musée : faut-il créer un nouveau musée consacré à la Grande Guerre ?
La Seconde Guerre mondiale interrompt ces interrogations. Devant l'avancée rapide des Allemands, il convient de mettre à l'abri les pièces les plus emblématiques. Environ 50 objets qui sont répertoriés dans un document officiel du 12 octobre 1939 sont transférés au dépôt de Coulans-sur-Gee dans la Sarthe. Parmi eux, on compte le Carnaval de Cassel d'Alexis Bafcop. Heureuse intuition, car l'ancien Hôtel de Ville, qui faisait office de musée depuis 1837, est bombardé en 1940.
Après la guerre, l'heure est à la reconstruction. Les collections sont temporairement exposées dans l'Hôtel Taverne de Saint-Antoine à Cassel. Grâce aux dédommagements de guerre, naît l'espoir d'un nouveau musée. Parallèlement, au début des années 1950, l'abbé Verstraete de la Gorgue relance l'idée d'un musée consacré à la Première Guerre mondiale. Une nouvelle fois, les donations affluent. Le 17 octobre 1951, l'abbé Verstraete fait don de sa collection de militaria à la ville de Cassel. Les objets sont temporairement exposés dans un abri de fortune au sommet du mont à la terrasse du château. Mais la cité n'est pas en mesure de supporter le coût de deux musées et le conservateur Henri Descamps a la mission d'élaborer un projet permettant de contenir et de valoriser les deux collections.
Le musée d’Histoire et du Folklore de Cassel, imaginé par Henri Descamps, est donc inauguré en 1964. Il prend place dans l’Hôtel de la Noble Cour. Ce musée s'inscrit dans la lignée des musées d'ethnographie conçus par Georges Henri Rivière.
Initialement musée municipal, il a été départementalisé en 1997 et aussitôt fermé pour des raisons de sécurité. En 2007, la décision de le rouvrir est définitivement adoptée et la construction de nouvelles réserves entreprise. Parallèlement aux travaux de rénovation du bâtiment et de l'espace muséal, le département du Nord amorce une politique volontariste d’acquisition pour renforcer les collections de peinture ancienne et de gravures et y adjoindre un volet art contemporain.

## Bâtiment
L’Hôtel de la Noble Cour qui abrite le musée date du XVIe siècle. Siège de l'ancienne châtellenie de Cassel et de la Cour de Justice de Cassel jusqu'à la Révolution, il a été classé monument historique en 1910. En 1914, l’état-major des armées alliées réquisitionne l’Hôtel.

## Collections

### Peinture

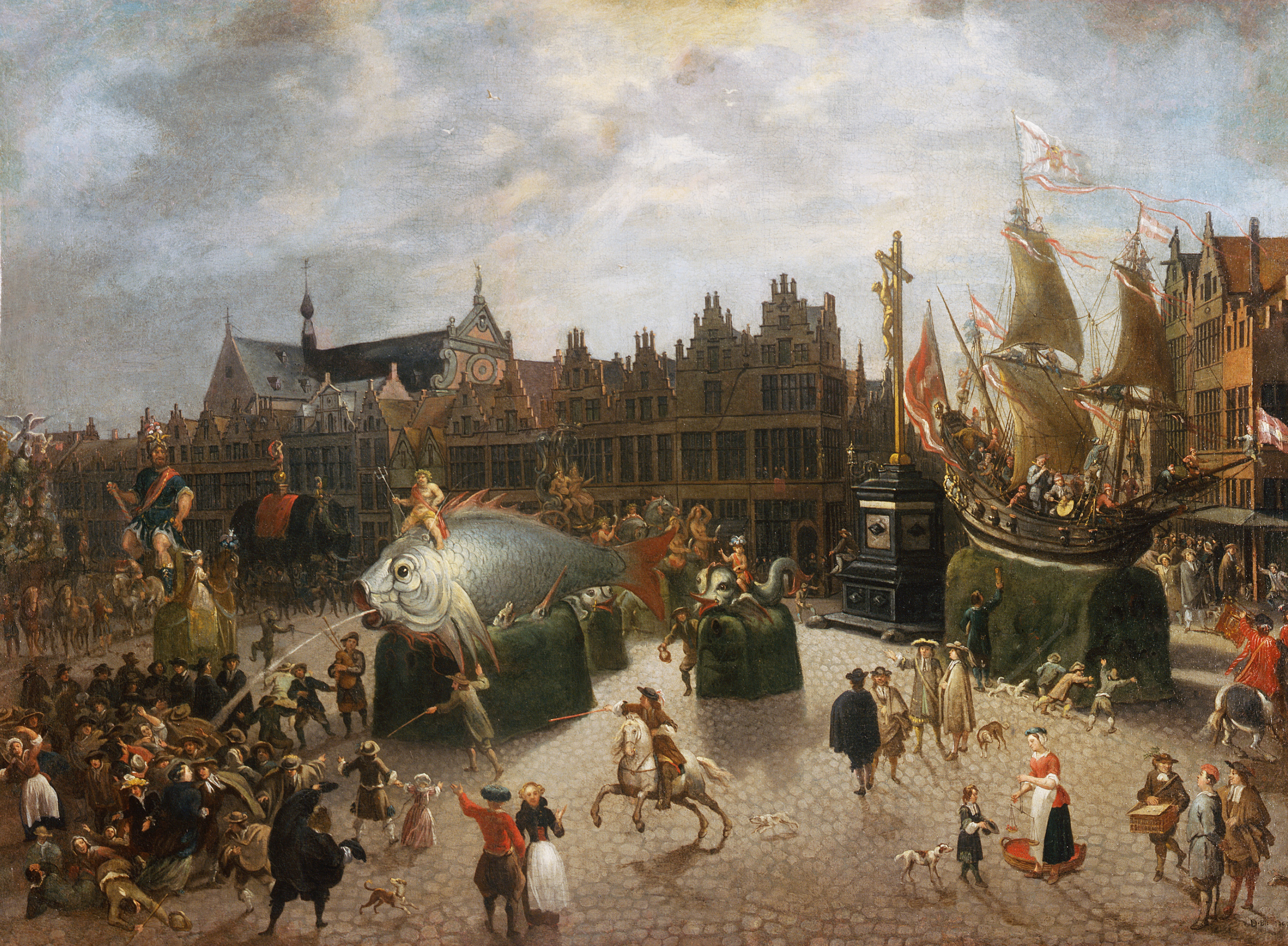
Erasmus de Bie, Procession de chars sur la Place du Meir à Anvers

- Anonyme, Termonde, La Vierge au donateur Joos vanden Damme, 1484, huile sur bois.
- Pieter Coeke van Aelst (attribué à), La Sainte Trinité, huile sur bois
- Jan van Dornike, L'Arrestation du Christ, huile sur bois
- Jan Gossaert, d'après, Vierge à l'Enfant, huile sur bois, dépôt.
- Maître de Francfort, attribué à, Vierge à l'Enfant, huile sur bois.
- Gérard David, d'après, Vierge à l'Enfant à la soupe au lait, huile sur bois, dépôt.
- Joachim Patinier et Quentin Metsys, Paysage avec saint Christophe portant l'Enfant Jésus, huile sur bois
- Maître de 1537, Portrait de fou regardant à travers ses doigts, huile sur bois, dépôt collection privée.
- Ambrosius Benson (entourage de), Scène galante, 1545-1560, huile sur bois.
- Simon de Vos ou Jan Cossiers, Scène galante, vers 1640, huile sur toile.

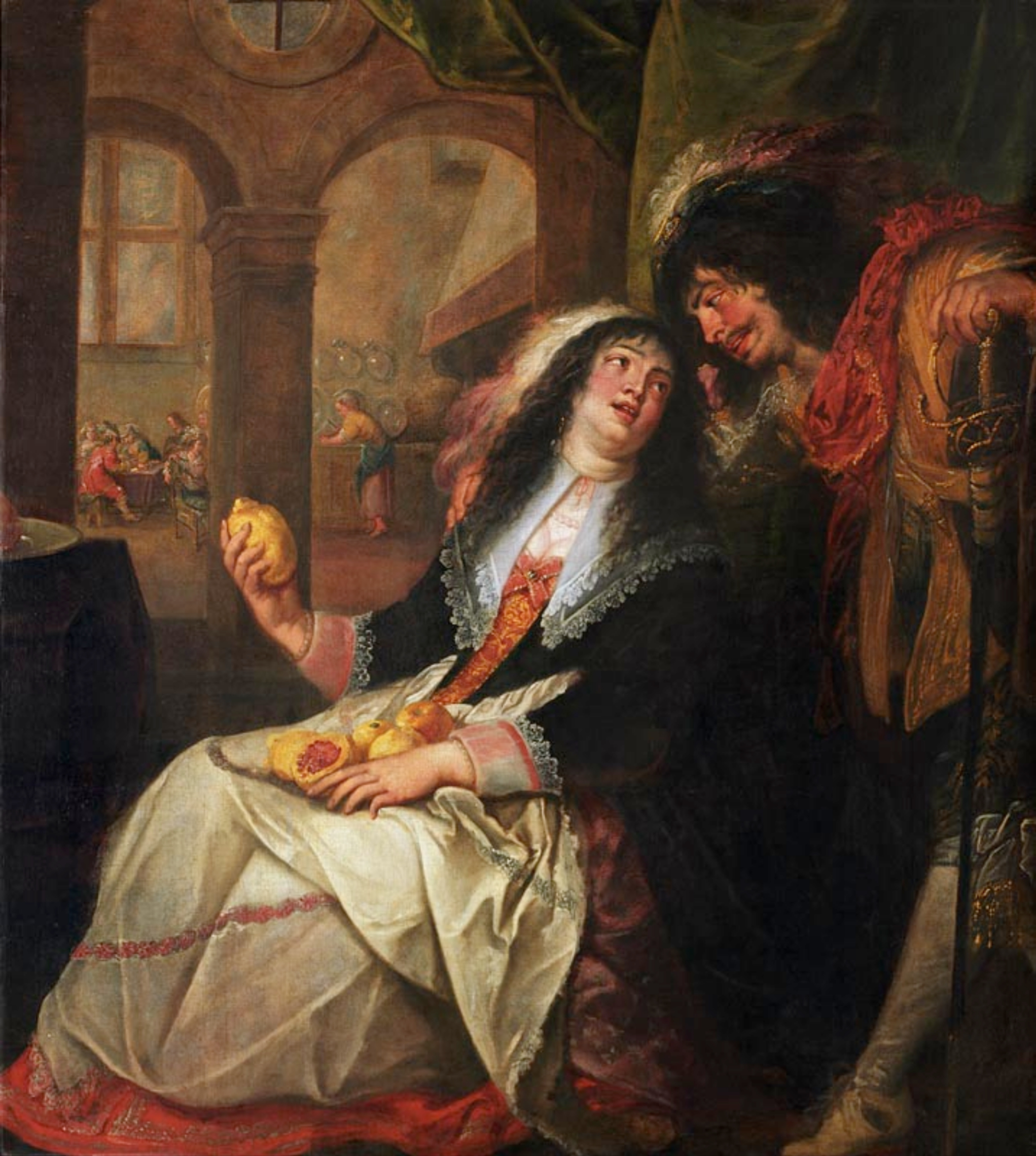
Simon de Vos ou Jan Cossiers, Scène galante

- Jan Fyt, Trophée de chasse avec un lièvre et des oiseaux convoité par un chat, 1645, huile sur toile.
- Erasmus de Bie, Procession de chars sur la Place du Meir à Anvers, 1670, huile sur toile.
- Roelandt Savery, Paysage avec un château animé de personnages, huile sur bois.
- David II Teniers, La Visite de saint Antoine à saint Paul, huile sur toile
- Lodewijk de Deyster (en), Moïse et les filles de Jethro ; La Rencontre de Jacob et Rachel, huile sur toile
- Alexis Bafcop, Le Carnaval de Cassel, 1876, huile sur toile
- Francis Tattegrain, Les Casselois dans le marais de Saint-Omer se rendant à la merci du duc Philippe le Bon le 4 janvier 1430, 1887, huile sur toile, 350 × 673 cm

### Sculpture
- Maître de Wodecq (Tournai), Vierge à L'enfant, vers 1460-1480, bois.
- Willem Kerrickx, La Pénitence, 1684, terre cuite.
- Willem Kerrickx, Notre-Dame-de-la-Victoire portant l'Enfant Jésus, vers 1700, terre cuite.
- Artus II Quellin, Saint Elisabeth de Hongrie, haut-relief en chêne.
- Anonyme flamand, Het Schijtmanneke, terre cuite polychrome,
- Georges Mallissard, Maquette de la statue équestre du maréchal Foch, 1928, bronze.

### Gravure
- Pieter van der Heyden, d'après Pieter Bruegel l'Ancien, Le Jugement dernier, 1558.
- Pieter van der Heyden, d'après Pieter Bruegel l'Ancien, La Sorcière de Malleghem, 1559, 3e état.
- Pieter van der Heyden, d'après Pieter Bruegel l'Ancien, La Cuisine grasse, 1563, 1er état
- Pieter van der Heyden, d'après Pieter Bruegel l'Ancien, Le Cuisine maigre, 1563, 1er état.
- Pieter van der Heyden, d'après Pieter Bruegel l'Ancien, Le Printemps, 1570, 1er état.
- Pieter van der Heyden, d'après Pieter Bruegel l'Ancien, L'Ete, 1570, 1er état.
- Pieter van der Heyden, d'après Hans Bol, L'Automne, 1570.
- Pieter van der Heyden, d'après Hans Bol, L'Hiver, 1570.
- Nicolaes de Bruyn (en), album de gravures
- David Teniers, album de gravures

### Art Contemporain
- Jan Fabre, Les Messagers de la mort décapités, L'Annonciateur du froid, 2006
- Jan Fabre, Les Messagers de la mort décapités, Symbole du Réconfort, 2006
- Léo Coppers, Geen gezeik, iedereen rijk! II, 2004
- Patrik van Caeckenbergh, Le Château de cartes, 2008
- Thierry de Cordier, Verdure folle, no 1, 2010

## Expositions
2010
- Sensualité et Volupté. Le Corps féminin dans la peinture flamande des XVIe et XVIIe siècles, commissariat Sandrine Vézilier, du 23 octobre 2010 au 23 janvier 2011
- Aux portes du chaos. L'arrière front en Flandre durant la Grande Guerre, commissariat Cécile Laffon, du 6 mai au 28 août 2011
- Fascination baroque. La Sculpture baroque dans les collections publiques françaises, commissariat Alain Jacobs et Sandrine Vézilier, du 15 octobre 2011 au 29 janvier 2012

2012
- Eugeen van Mieghem et le port d'Anvers, commissariat Erwin Joos et Sandrine Vézilier, du 24 mars au 24 juin 2012.
- Marguerite Yourcenar et la peinture flamande, commissariat Achmy Halley et Sandrine Vézilier, du 13 octobre 2012 au 27 janvier 2013.

2013
- Splendeurs du maniérisme en Flandre, commissariat Sandrine Vézilier Dussart, du 4 mai au 29 septembre 2013.

2014
- Dans le sillage de Rubens, Erasme Quellin, commissariat Jean-Pierre de Bruyn et Sandrine Vézilier Dussart, du 5 avril au 7 septembre 2014

2015
- La Flandre et la mer de Pieter Bruegel l'Ancien à Jan Brueghel de Velours, commissariat Cécile Laffon et Sandrine Vézilier Dussart, du 4 avril au 19 juillet 2015
- Teniers Indémodable! L'Œuvre gravée de David Teniers (1610-1690), commissariat Sandrine Vézilier Dussart, du 24 octobre 2015 au 24 janvier 2016

2016
- L'Odyssée des animaux, commissariat Sandrine Vézilier Dussart, du 8 octobre 2016 au 22 janvier 2017.

2017
- À poils et à plumes, commissariat Sandrine Vézilier Dussart, du 4 ars au 9 juillet 2017
- La Figure ou le reflet de l'âme, commissariat Cécile Laffon et Sophie Warlop, du 7 octobre 2017 au 1er avril 2017

2018
- Entre Rubens et Van Dyck: Gaspar de Crayer, commissariat Alexis Merle de Bourg et Sandrine Vézilier Dussart du 30 juin au 4 novembre 2018

2019
- Fêtes et Kermesses au temps des Brueghel, commissariat Sandrine Vézilier Dussart du 16 mars au 14 juillet 2019